# Vroue
56°26′27.3″N 9°1′56.96″Ø / 56.440917°N 9.0324889°Ø
Vroue er en landsby i Midtjylland med 104 indbyggere (2015). Vroue har egen kirke, præstgård og lille legeplads, der har også tidligere været købmand (Vroue brugsforening) som måtte lukke i 6. april 1989 og en skole som lukkede i 2008.
- Vroue præstgård